# Calileptoneta
Genre
Calileptoneta est un genre d'araignées aranéomorphes de la famille des Leptonetidae.

## Distribution
Les espèces de ce genre sont endémiques des États-Unis. Elles se rencontrent en Californie et en Oregon.

## Liste des espèces
Selon World Spider Catalog (version 14.5, 2014) :
- Calileptoneta briggsi Ledford, 2004
- Calileptoneta californica (Banks, 1904)
- Calileptoneta cokendolpheri Ledford, 2004
- Calileptoneta helferi (Gertsch, 1974)
- Calileptoneta noyoana (Gertsch, 1974)
- Calileptoneta oasa (Gertsch, 1974)
- Calileptoneta sylva Chamberlin & Ivie, 1942
- Calileptoneta ubicki Ledford, 2004
- Calileptoneta wapiti (Gertsch, 1974)

## Étymologie
Ce genre est nommé en référence à sa distribution, il est composé de : Cali[fornie] et Leptoneta.

## Publication originale
- Platnick, 1986 : On the tibial and patellar glands, relationships, and American genera of the spider family Leptonetidae (Arachnida, Araneae). American Museum Novitates, no 2855, p. 1-16 (texte intégral).